# 橋岡大樹
橋岡 大樹（はしおか だいき、1999年5月17日 - ）は、埼玉県浦和市（現：さいたま市桜区）出身のプロサッカー選手。チャンス・リガ・SKスラヴィア・プラハ所属。ポジションはディフェンダー、ミッドフィールダー。日本代表。
陸上競技選手の橋岡優輝はいとこ、エリース東京FCに所属するサッカー選手の橋岡和樹は実兄。

## 略歴

### 浦和レッズ
浦和レッズのアカデミー育ちで、2017年にはトップチームの2種登録選手に登録される。8月30日、ルヴァンカップ・準々決勝1stレグのセレッソ大阪戦で途中出場からトップデビューを果たした。11月10日、トップチームに昇格することが発表された。
2018年4月11日、第7節のヴィッセル神戸戦でスタメン入りしJ1リーグデビューを果たした。次節清水エスパルス戦で前節に続き先発フル出場を果たし、J1リーグ初アシストを記録した。10月7日、第29節のベガルタ仙台戦でJ1リーグ初得点を決めた。プロ一年目ながらリーグ戦25試合出場、公式戦通算34試合出場とレギュラーとして活躍した。
2019年3月6日、ACL2019第1節のブリーラム・ユナイテッドFC戦では2得点の活躍を見せて勝利に貢献した。10月6日、第28節の清水エスパルス戦では、決勝点を決めて勝利に貢献した。12月7日にEAFF E-1サッカー選手権2019に出場する日本代表に追加収集として初選出され、12月10日の中国戦で代表初出場。

### シント＝トロイデン
2021年1月31日、シント＝トロイデンに2022年6月30日までの期限付き移籍で加入したことが発表された。2月28日、第28節のKASオイペン戦で途中出場から移籍後初出場を果たした。12月30日、レンタル元の浦和からシント＝トロイデンに完全移籍することが発表された。
2023年9月18日、第7節のKVメヘレン戦で移籍後初ゴールを決めた。10月27日、第12節RWDモレンベーク戦で後半ATに決勝ゴールを挙げた。

### ルートン・タウン
2024年1月31日、プレミアリーグに所属するルートン・タウンFCに完全移籍で加入したことが発表された、背番号は27。2月27日、FAカップ5回戦のマンチェスター・シティFC戦にて、途中出場して移籍後初出場を果たした。3月2日、プレミアリーグ第27節のアストン・ヴィラFC戦で途中出場し、日本人歴代13人目となるプレミアリーグデビューを果たした。2023-24シーズン後半戦はプレミアリーグ10試合に出場したものの、プレミアリーグ昇格1年目のチームは1年でEFLチャンピオンシップに再び降格となった。
翌2024-25シーズンは怪我の影響もありEFLチャンピオンシップ17試合の出場に留まった。さらにチームは開幕から下位に低迷しEFLリーグ1降格が決定。2年続けての降格となってしまった。

### スラヴィア・プラハ
2025年6月27日、チェコ共和国・チャンス・リガ王者でUEFAチャンピオンズリーグ 2025-26にリーグフェーズから出場するSKスラヴィア・プラハに完全移籍し、4年契約を結んだ。加入動画にはスラヴィア・プラハのコーチを務めており、かつて選手やコーチ、監督として日本で過ごした経験のあるパベル・ジェハークが出演した。

## 所属クラブ
ユース経歴
- 浦和大久保サッカー少年団（さいたま市立大久保東小学校）
- 2012年 - 2014年 浦和レッズジュニアユース（さいたま市立上大久保中学校）
- 2015年 - 2017年 浦和レッズユース（埼玉県立志木高等学校）
  - 2017年 浦和レッズ（2種登録選手）

プロ経歴
- 2018年 - 2021年  浦和レッズ
  - 2021年  シント＝トロイデンVV（期限付き移籍）
- 2022年 - 2024年1月  シント＝トロイデンVV
- 2024年1月 - 2025年6月  ルートン・タウンFC
- 2025年7月 -  SKスラヴィア・プラハ

## 個人成績
| 国内大会個人成績 | 国内大会個人成績   | 国内大会個人成績 | 国内大会個人成績 | 国内大会個人成績 | 国内大会個人成績 | 国内大会個人成績 | 国内大会個人成績 | 国内大会個人成績 | 国内大会個人成績 | 国内大会個人成績 | 国内大会個人成績 |
| 年度             | クラブ             | 背番号           | リーグ           | リーグ戦         | リーグ戦         | リーグ杯         | リーグ杯         | オープン杯       | オープン杯       | 期間通算         | 期間通算         |
| 年度             | クラブ             | 背番号           | リーグ           | 出場             | 得点             | 出場             | 得点             | 出場             | 得点             | 出場             | 得点             |
| 日本             | 日本               | 日本             | 日本             | リーグ戦         | リーグ戦         | リーグ杯         | リーグ杯         | 天皇杯           | 天皇杯           | 期間通算         | 期間通算         |
| ---------------- | ------------------ | ---------------- | ---------------- | ---------------- | ---------------- | ---------------- | ---------------- | ---------------- | ---------------- | ---------------- | ---------------- |
| 2017             | 浦和               | 44               | J1               | 0                | 0                | 2                | 0                | 0                | 0                | 2                | 0                |
| 2018             | 浦和               | 27               | J1               | 25               | 1                | 5                | 0                | 4                | 0                | 34               | 1                |
| 2019             | 浦和               | 27               | J1               | 18               | 2                | 0                | 0                | 1                | 0                | 19               | 2                |
| 2020             | 浦和               | 27               | J1               | 31               | 1                | 1                | 0                | -                | -                | 32               | 1                |
| ベルギー         | ベルギー           | ベルギー         | ベルギー         | リーグ戦         | リーグ戦         | リーグ杯         | リーグ杯         | ベルギー杯       | ベルギー杯       | 期間通算         | 期間通算         |
| 2020-21          | シント＝トロイデン | 4                | ジュピラー       | 6                | 0                | -                | -                | 0                | 0                | 6                | 0                |
| 2021-22          | シント＝トロイデン | 4                | ジュピラー       | 30               | 0                | -                | -                | 1                | 0                | 31               | 0                |
| 2022-23          | シント＝トロイデン | 4                | ジュピラー       | 32               | 0                | -                | -                | 3                | 0                | 35               | 0                |
| 2023-24          | シント＝トロイデン | 4                | ジュピラー       | 18               | 2                | -                | -                | 1                | 0                | 19               | 2                |
| イングランド     | イングランド       | イングランド     | イングランド     | リーグ戦         | リーグ戦         | FLカップ         | FLカップ         | FAカップ         | FAカップ         | 期間通算         | 期間通算         |
| 2023-24          | ルートン・タウン   | 27               | プレミア         | 10               | 0                | -                | -                | 1                | 0                | 11               | 0                |
| 2024-25          | ルートン・タウン   | 27               | EFL              | 17               | 0                | 0                | 0                | 0                | 0                | 17               | 0                |
| 通算             | 日本               | 日本             | J1               | 74               | 4                | 8                | 0                | 5                | 0                | 87               | 4                |
| 通算             | ベルギー           | ベルギー         | ジュピラー       | 86               | 2                | -                | -                | 5                | 0                | 91               | 2                |
| 通算             | イングランド       | イングランド     | プレミア         | \|10             | 0                | 0                | 0                | 1                | 0                | 11               | 0                |
| 通算             | イングランド       | イングランド     | EFL              | \|17             | 0                | 0                | 0                | 0                | 0                | 17               | 0                |
| 総通算           | 総通算             | 総通算           | 総通算           | 187              | 6                | 8                | 0                | 11               | 0                | 206              | 6                |

- 2017年は2種登録選手

その他の公式戦
- 2019年
  - スーパーカップ 1試合0得点

| 国際大会個人成績 | 国際大会個人成績 | 国際大会個人成績 | 国際大会個人成績 | 国際大会個人成績 |
| 年度             | クラブ           | 背番号           | 出場             | 得点             |
| AFC              | AFC              | AFC              | ACL              | ACL              |
| ---------------- | ---------------- | ---------------- | ---------------- | ---------------- |
| 2019             | 浦和             | 27               | 8                | 2                |
| 通算             | AFC              | AFC              | 8                | 2                |

## タイトル

### クラブ
浦和レッズジュニアユース
- 高円宮杯全日本ユース(U-15)サッカー選手権大会：1回（2013年）
- 関東ユース (U-15)サッカーリーグ：1回（2013年）

浦和レッズユース
- 高円宮杯U-18サッカーリーグ プリンスリーグ関東：1回（2016年）
- Jユースカップ：1回（2015年）
- Jリーグインターナショナルユースカップ：1回（2015年）
- イギョラカップ：1回（2017年）

浦和レッズ
- 天皇杯 JFA 全日本サッカー選手権大会：1回（2018年）

### 代表
U-16日本代表
- U-16インターナショナルドリームカップ：1回（2015年）

### 個人
- 日本クラブユースサッカー選手権 (U-18)大会 MIP賞：1回（2017年）
- イギョラカップ 最優秀選手：1回（2017年）
- U-16インターナショナルドリームカップ 大会MVP：1回（2015年）
- TAG Heuer YOUNG GUNS AWARD：1回（2018年）

## 代表歴
- U-15日本代表
  - バル・ド・マルヌ U-16国際親善トーナメント（2014年）
- U-16日本代表
  - U-16インターナショナルドリームカップ（2015年）
- U-17日本代表
  - 第22回バツラフ・イェジェク国際ユーストーナメント（2015年）
  - 国際ユースサッカーin新潟（2015年）
- U-18日本代表
  - コパ・デル・アトランティコ（2017年）
  - SBSカップ 国際ユースサッカー（2017年）
  - AFC U20アジアカップ2018 予選（2017年）
- U-19日本代表
  - バーレーン U-19カップ（2016年）
  - トゥーロン国際大会（2016年）
  - AFC U20アジアカップ（2018年）
- U-20日本代表
- U-21日本代表
  - トゥーロン国際大会（2018年）
  - ドバイカップU-23（2018年）
- U-22日本代表
  - AFC U23アジアカップ2020 予選（2019年）
  - キリンチャレンジカップ（2019年）
- U-23日本代表
  - AFC U23アジアカップ（2020年）
- U-24日本代表
  - キリンチャレンジカップ（2021年）
  - 東京オリンピック（2021年）
- 日本代表
  - EAFF E-1サッカー選手権（2019年）
  - 2022 FIFAワールドカップ・アジア3次予選（2021年）
  - キリンチャレンジカップ（2023年）
  - 2026 FIFAワールドカップ・アジア2次予選（2024年）
  - 2026 FIFAワールドカップ・アジア3次予選（2024年）

### 試合数
- 国際Aマッチ 11試合 0得点（2019年 - ）

| 日本代表 | 国際Aマッチ | 国際Aマッチ |
| 年       | 出場        | 得点        |
| -------- | ----------- | ----------- |
| 2019     | 2           | 0           |
| 2021     | 0           | 0           |
| 2023     | 5           | 0           |
| 2024     | 4           | 0           |
| 通算     | 11          | 0           |

### 出場
| No. | 開催日         | 開催都市         | スタジアム                   | 対戦国                 | 結果   | 監督 | 大会                                   |
| --- | -------------- | ---------------- | ---------------------------- | ---------------------- | ------ | ---- | -------------------------------------- |
| 1.  | 2019年12月10日 | 釜山             | 釜山九徳スタジアム           | 中国                   | 森保一 | ○2-1 | EAFF E-1サッカー選手権2019             |
| 2.  | 2019年12月18日 | 釜山             | 釜山アシアドメインスタジアム | 韓国                   | 森保一 | ●0-1 | EAFF E-1サッカー選手権2019             |
| 3.  | 2023年3月24日  | 東京             | 国立競技場                   | ウルグアイ             | 森保一 | △1-1 | キリンチャレンジカップ2023             |
| 4.  | 2023年9月10日  | ヴォルフスブルク | フォルクスワーゲン・アレーナ | ドイツ                 | 森保一 | ○4-1 | 国際親善試合                           |
| 5.  | 2023年9月12日  | ヘンク           | セゲカ・アレーナ             | トルコ                 | 森保一 | ○4-2 | キリンチャレンジカップ2023             |
| 6.  | 2023年10月13日 | 新潟             | デンカビッグスワンスタジアム | カナダ                 | 森保一 | ○4-1 | MIZUHO BLUE DREAM MATCH2023            |
| 7.  | 2023年10月17日 | 神戸             | ノエビアスタジアム神戸       | チュニジア             | 森保一 | ○2-0 | キリンチャレンジカップ2023             |
| 8.  | 2024年3月21日  | 東京             | 国立競技場                   | 朝鮮民主主義人民共和国 | 森保一 | ○1-0 | 2026 FIFAワールドカップ・アジア2次予選 |
| 9.  | 2024年6月6日   | ヤンゴン         | トゥウンナ・スタジアム       | ミャンマー             | 森保一 | ○5-0 | 2026 FIFAワールドカップ・アジア2次予選 |